# Венді Гоґґ
Венді Гоґґ (англ. Wendy Hogg, 15 вересня 1956) — канадська плавчиня.
Призерка Олімпійських Ігор 1976 року, учасниця 1972 року.
Призерка Чемпіонату світу з водних видів спорту 1973 року.
Переможниця Ігор Співдружності 1974 року.